# فاميليا للإنتاج

شعار فاميليا للإنتاج ب

شعار فاميليا للإنتاج ب

فَامِيلْيَا للإنتاج (بالفرنسية: Familia productions، وكلمة فَامِيلْيَا هي باللهجة التونسية مرادفة لكلمة عائلة، أصلها من الإيطالية: Famiglia فَامِيلْيَا، أي عائلة) هيئة إنتاج مسرحي وفني وتلفزي وسينمائي تونسية، أسسها جليلة بكار والفاضل الجعايبي والحبيب بلهادي عام 1992، لتحل محل فرقة المسرح الجديد.